# Ribnica (fiume)
La Ribnica è un torrente del Montenegro che attraversa la capitale Podgorica.

## Descrizione
Nasce alle pendici delle colline ad est di Podgorica e, dopo aver attraversato i sobborghi orientali, entra dentro il tessuto urbano della capitale montenegrina e sfocia nella Morača.

## Storia
Nel medioevo Podgorica era conosciuta come Ribnica proprio per il corso d'acqua. Nel XV secolo, presso la confluenza con la Morača, gli Ottomani vi costruirono una fortezza i cui resti si stagliano ancora oggi.